# چادویکس (نیویورک)
چادویکس (به انگلیسی: Chadwicks) یک منطقهٔ مسکونی در ایالات متحده آمریکا است که در نیویورک واقع شده‌است.